# Caradrina sarhadica
Caradrina sarhadica är en fjärilsart som beskrevs av Charles Boursin 1942. Caradrina sarhadica ingår i släktet Caradrina och familjen nattflyn. Inga underarter finns listade i Catalogue of Life.